# Listă de filme americane din 1903

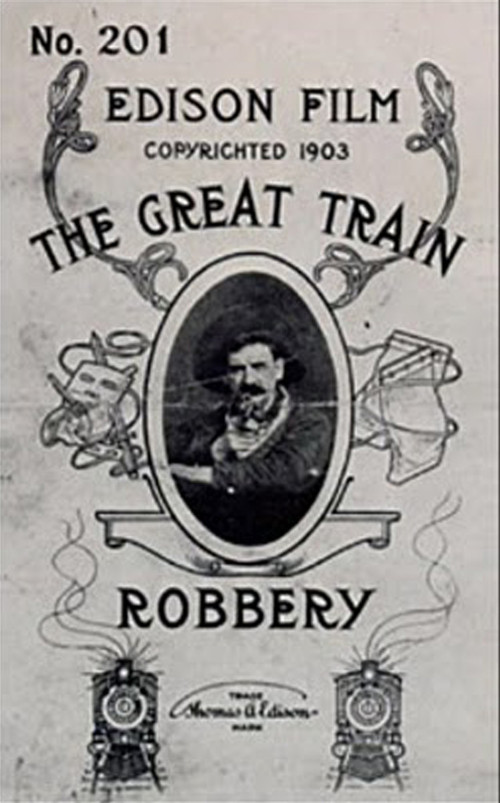
Afișul Great Train Robbery

Aceasta este o listă de filme americane din 1903:
| Titlu                                                           | Regizor                               | Actori             | Gen        | Note                                |
| --------------------------------------------------------------- | ------------------------------------- | ------------------ | ---------- | ----------------------------------- |
| After Dark; or, the Policeman and His Lantern                   |                                       |                    |            |                                     |
| Alice in Wonderland                                             | Cecil Hepworth                        | May Clark          |            |                                     |
| An Up-to-Date Studio                                            |                                       |                    |            |                                     |
| A Visit to the Zoo                                              |                                       |                    |            |                                     |
| At Work in a Peat Bog                                           |                                       |                    |            |                                     |
| Automobile Explosion                                            |                                       |                    |            |                                     |
| The Ascent of Mont Blanc                                        |                                       |                    |            |                                     |
| Bicycle Dive                                                    |                                       |                    |            |                                     |
| Bloodhounds Tracking a Convict                                  |                                       |                    |            |                                     |
| Buying a Baby                                                   |                                       |                    |            |                                     |
| Cliff Scenery at the Fabbins                                    |                                       |                    |            |                                     |
| Close Quarters, with a Notion of the Motion of the Ocean        |                                       |                    |            |                                     |
| Cruelty on the High Seas                                        |                                       |                    |            |                                     |
| A Coach Drive from Glengariffe to Kenmore                       |                                       |                    |            |                                     |
| Discovered Through an Opera Glass                               |                                       |                    |            |                                     |
| A Drove of Wild Welsh Mountain Ponies                           |                                       |                    |            |                                     |
| The Delhi Camp Railway                                          |                                       |                    |            |                                     |
| DeVoy's Revolving Ladder Act                                    |                                       |                    |            |                                     |
| The Deserter                                                    |                                       |                    |            |                                     |
| The Effects of a Trolley Car Collision                          |                                       |                    |            |                                     |
| Firemen to the Rescue                                           |                                       |                    |            |                                     |
| The Goose Takes a Trolley Ride                                  |                                       |                    |            |                                     |
| Egyptian Fakir with Dancing Monkey                              |                                       |                    |            |                                     |
| Electrocuting an Elephant                                       | Edwin S. Porter sau Jacob Blair Smith |                    | Documentar |                                     |
| English Barnyard Scene                                          |                                       |                    |            |                                     |
| Every Day Is Sunshine When the Heart Beats True                 |                                       |                    |            |                                     |
| Fire!                                                           |                                       |                    |            |                                     |
| Fife Getting Instructions from Committee                        |                                       |                    |            |                                     |
| Fun on Board a Fishing Smack                                    |                                       |                    |            |                                     |
| The Great Train Robbery                                         | Edwin S. Porter                       |                    | Western    | Considerat a fi primul film western |
| Hop Picking                                                     |                                       |                    |            |                                     |
| How to Shut Up a Quarrelsome Wife                               |                                       |                    |            |                                     |
| Light Heavyweight Championship Contest Between Root and Gardner |                                       |                    |            |                                     |
| Little Tich and His Funny Feet                                  |                                       |                    |            |                                     |
| Murder Scene from 'King of the Detectives'                      |                                       |                    |            |                                     |
| Moses in the Bullrushes                                         |                                       |                    |            |                                     |
| Murphy's Wake                                                   |                                       |                    |            |                                     |
| New York Harbor Police Boat Patrol Capturing Pirates            |                                       |                    |            |                                     |
| Nicholas Nickleby                                               | Alf Collins                           | William Carrington |            |                                     |
| Old Irish Cabin                                                 |                                       |                    |            |                                     |
| On the Bow River Horse Ranch at Cochrane, North West Territory  |                                       |                    |            |                                     |
| Only a Soldier Boy                                              |                                       |                    |            |                                     |
| Our New Cook                                                    |                                       |                    |            |                                     |
| Over the Garden Wall                                            |                                       |                    |            |                                     |
| Panorama of the Lakes of Killarney from Hotel                   |                                       |                    |            |                                     |
| Passengers Embarking from S.S. Augusta Victoria, at Beyrouth    |                                       |                    |            |                                     |
| The Pigeons, Place St. Marc, Venice                             |                                       |                    |            |                                     |
| Pittsburgh Fire Department in Full Run                          |                                       |                    |            |                                     |
| Polo Match for the Championship at Hurlingham                   |                                       |                    |            |                                     |
| The Puzzled Bather and His Animated Clothes                     |                                       |                    |            |                                     |
| Quarrelsome Neighbours                                          |                                       |                    |            |                                     |
| Railway Ride in the Alps                                        |                                       |                    |            |                                     |
| Reproduction of the Corbett-McGovern Fight                      |                                       |                    |            |                                     |
| Rock of Ages                                                    |                                       |                    |            |                                     |
| The Runaway Match, or Marriage by Motor                         |                                       |                    |            |                                     |
| Saturday Shopping                                               |                                       |                    |            |                                     |
| Scene in Canada -- Logging at Bear Creek                        |                                       |                    |            |                                     |
| Scene in Canada -- Spearing Salmon in a Mountain Stream         |                                       |                    |            |                                     |
| A Search for Evidence                                           |                                       |                    |            |                                     |
| Sensational Hurdle Race                                         |                                       |                    |            |                                     |
| A Shocking Accident                                             |                                       |                    |            |                                     |
| S.S. St. Louis                                                  |                                       |                    |            |                                     |
| Street Car Chivalry                                             |                                       |                    |            |                                     |
| A Substantial Ghost                                             |                                       |                    |            |                                     |
| The Tragical Tale of a Belated Letter                           |                                       |                    |            |                                     |
| The Tramp's First Bath                                          |                                       |                    |            |                                     |
| A Trip Through the Gap of Dunloe                                |                                       |                    |            |                                     |
| A Trip to the Giant's Causeway                                  |                                       |                    |            |                                     |
| Trouble in Hogan's Alley                                        |                                       |                    |            |                                     |
| Trout Fishing, Landing Three Pounder                            |                                       |                    |            |                                     |
| True Love Never Runs Smooth                                     |                                       |                    |            |                                     |
| Turning the Tables                                              |                                       |                    |            |                                     |
| Two Little Vagabonds; or, The Pugilistic Parson                 |                                       |                    |            |                                     |
| The Unexpected Bath                                             |                                       |                    |            |                                     |
| Wait Till Jack Comes Home                                       |                                       |                    |            |                                     |
| What Happened in the Tunnel                                     |                                       |                    |            |                                     |
| Wiring Pike in a Mill Stream                                    |                                       |                    |            |                                     |
| The Workman's Paradise                                          |                                       |                    |            |                                     |